# Quebrada Altavista
Quebrada Altavista är en kanal i Colombia.   Den ligger i departementet Antioquía, i den nordvästra delen av landet, 240 km nordväst om huvudstaden Bogotá.